# 九重站
九重站（日语：／ Kokonoe eki */?）是位於千葉縣館山市，屬於東日本旅客鐵道（JR東日本）的內房線車站。

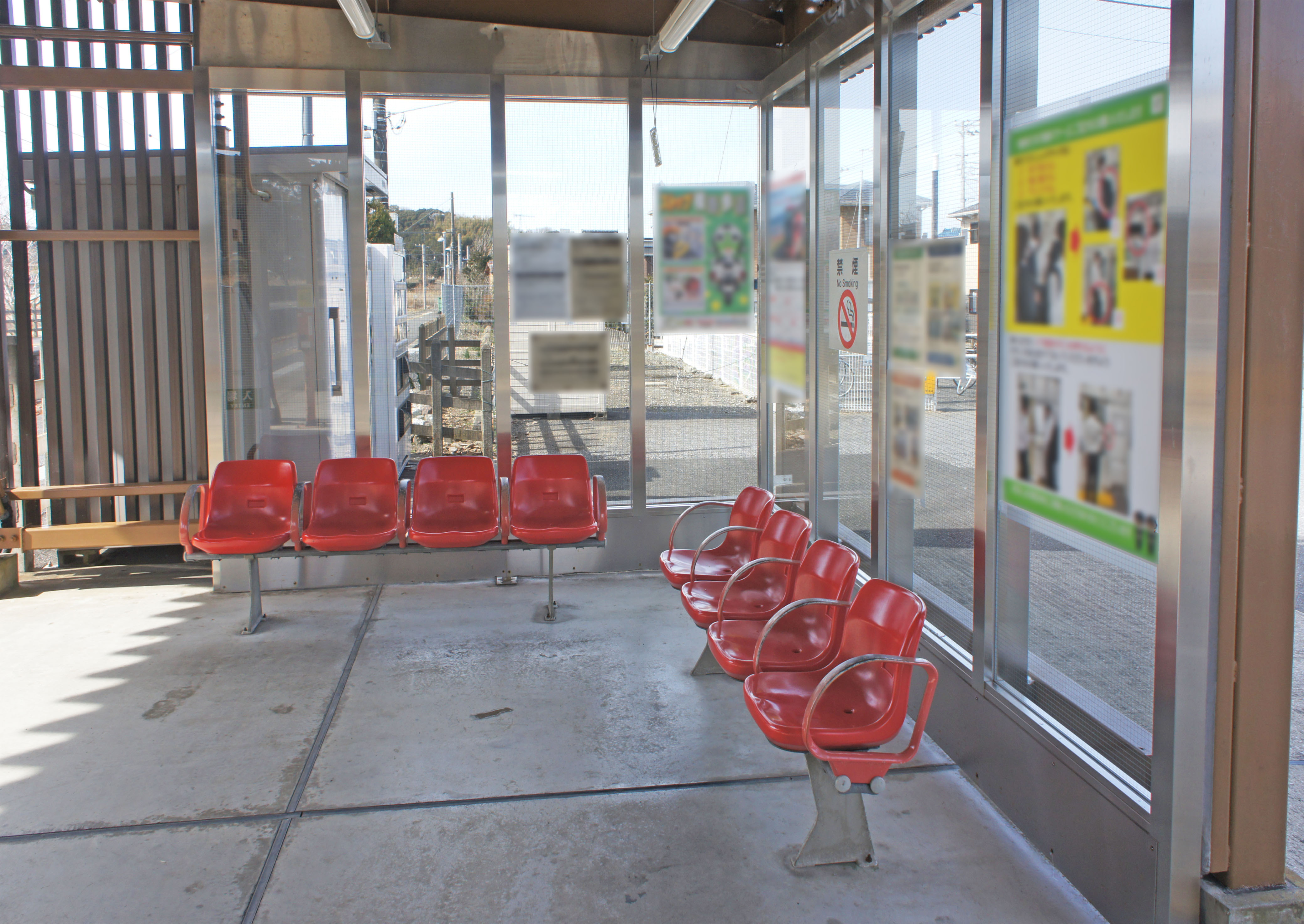
候車室（2022年2月）

## 歷史
站名取自舊村名九重村。
- 1921年（大正10年）6月1日：車站啟用[1]。
- 1972年（昭和47年）7月1日：成為無人車站。
- 1987年（昭和62年）4月1日：伴隨國鐵分割民營化，車站由東日本旅客鐵道（JR東日本）營運[1]。
- 2007年（平成19年）2月：翻新車站大樓。
- 2009年（平成21年）3月14日：此站可以使用IC卡「Suica」[2]。成為東京近郊區間區域內[2]。

## 車站構造

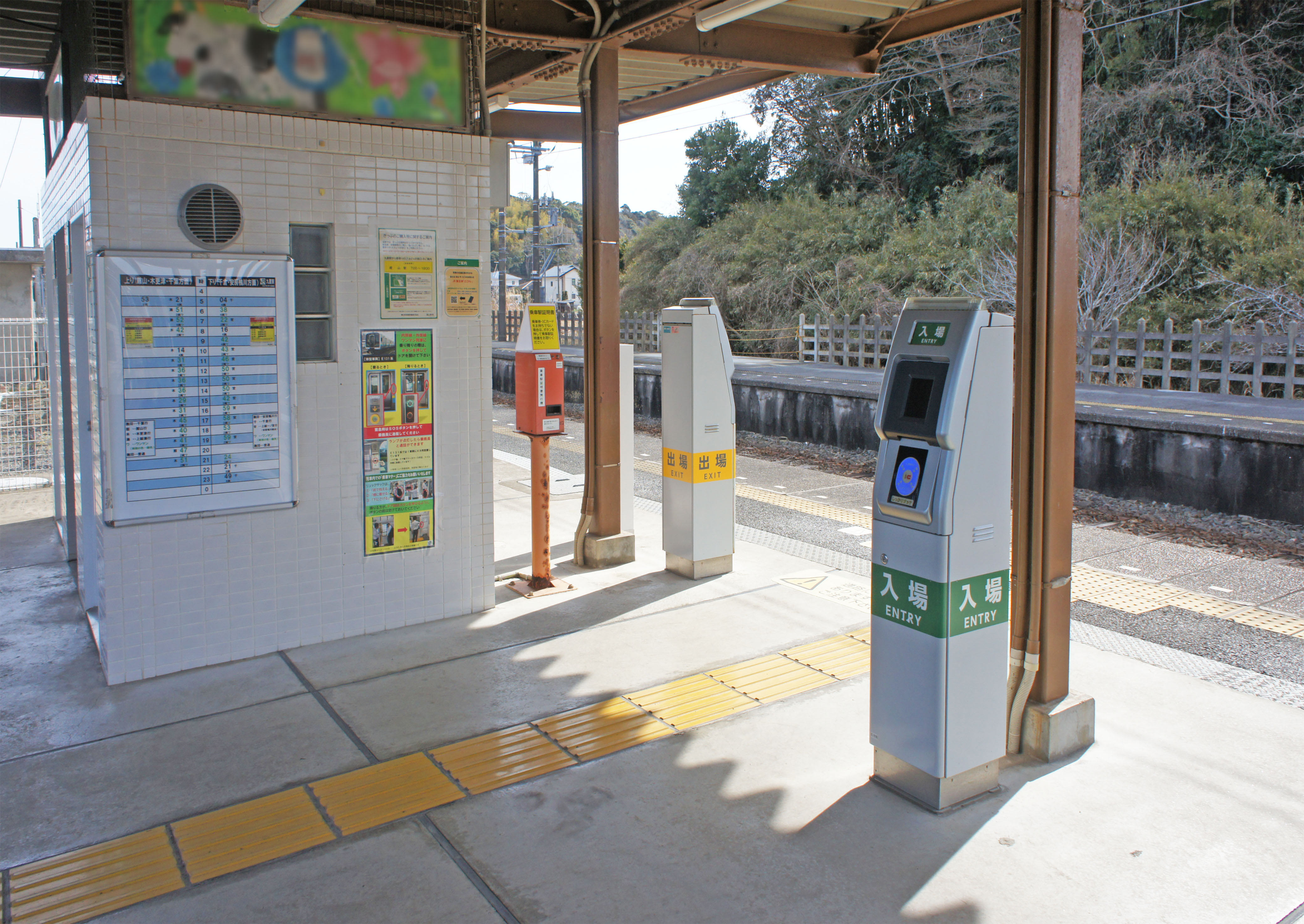
驗票口（2022年2月）

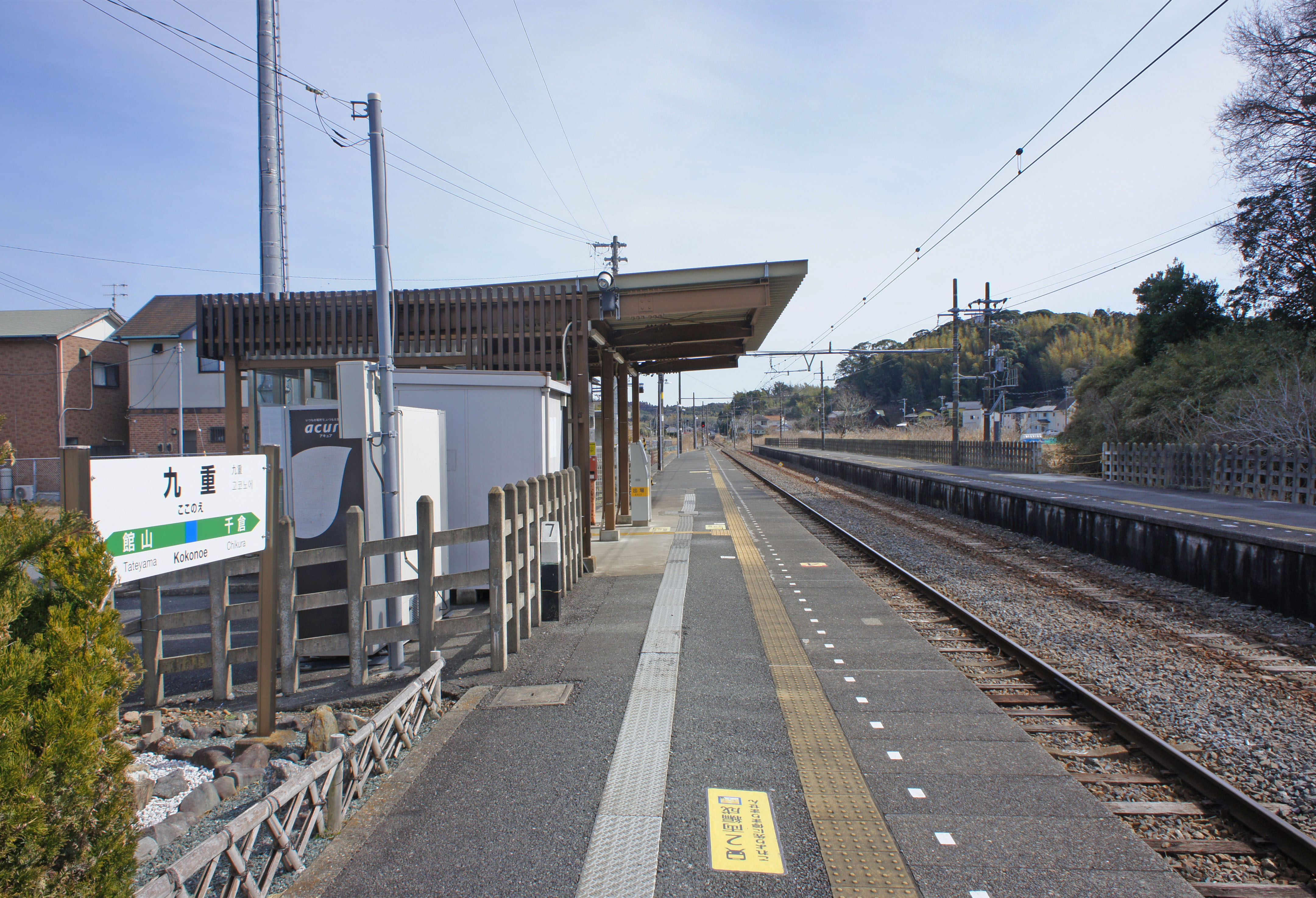
月台（2022年2月）

此站是地面車站，設有2面2線的相對式月台，月台沒有提升高度，兩月台之間則透過站內平交道連接。本站過去使用的木造站房已被拆毀，並興建新的候車室。在木造站房末期，站內的窗被覆蓋了鍍鋅鐵板。而當時站內還設有售票櫃臺遺蹟。
此站是由館山站管理的無人車站。站內設有簡易Suica閘機和乘車站證明書發行機。廁所為男女分開的濕廁。此站在2010年（平成22年）2月10日起引入外房線PRC型自動廣播系統（在路線上為內房線，但是由外房線CTC管轄）。

### 月台
| 月台 | 路線    | 上下行 | 方向                   |
| ---- | ------- | ------ | ---------------------- |
| 1    | ■內房線 | 上行   | 館山、木更津、千葉方向 |
| 2    | ■內房線 | 下行   | 千倉、安房鴨川方向     |

參考
- 月台可容納11卡車廂。

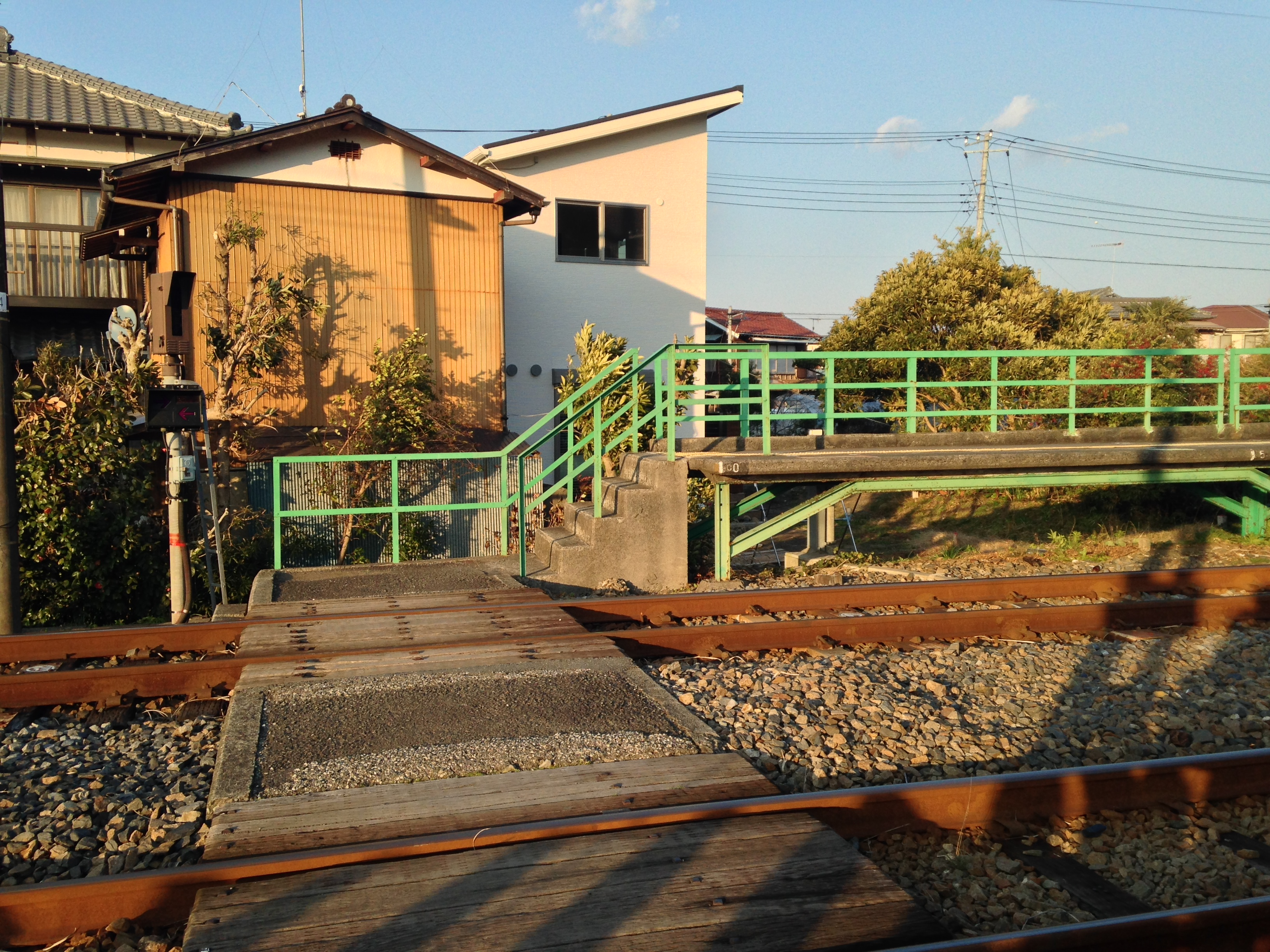
站內平交道（2014年1月1日）
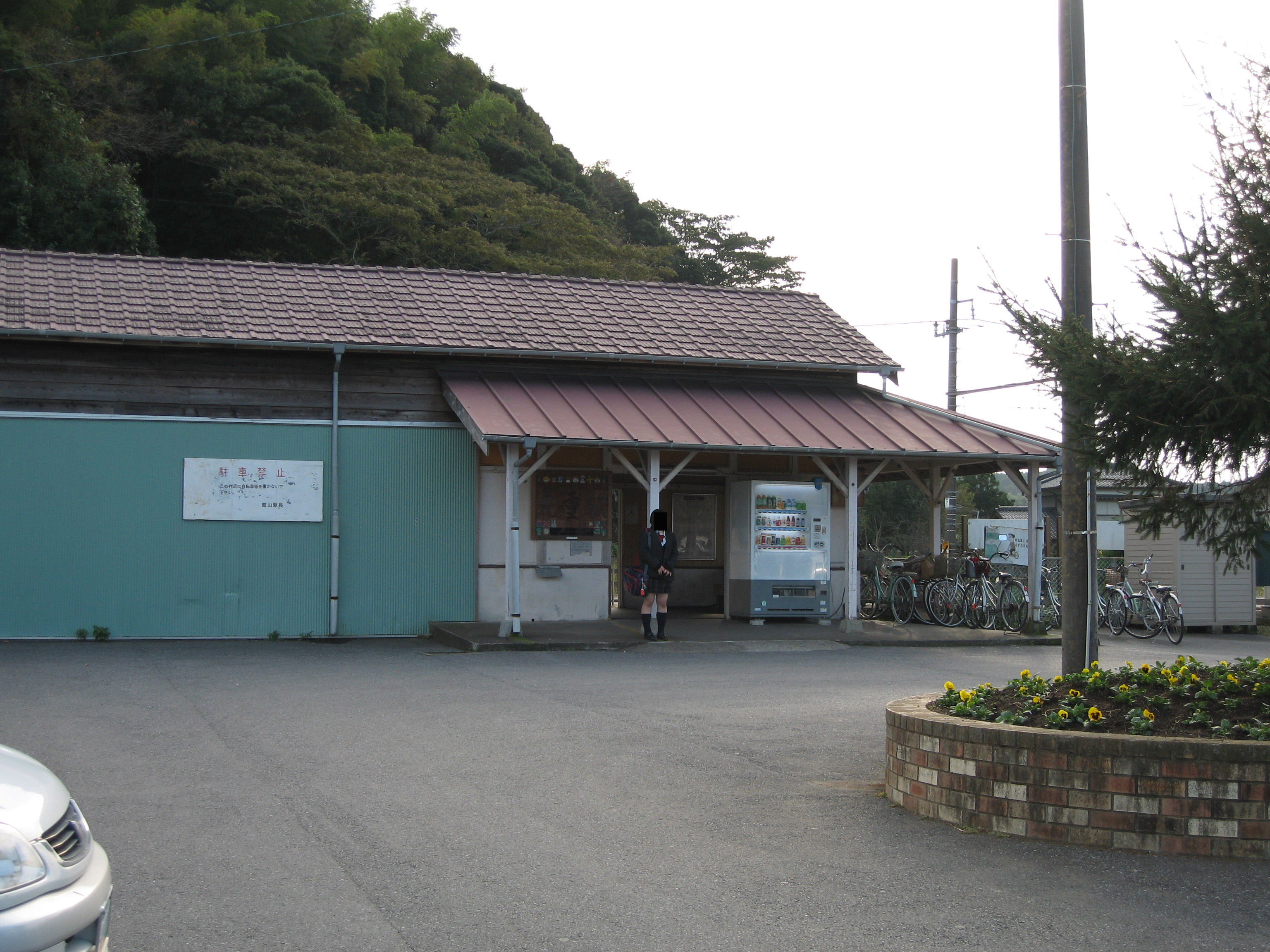
舊站房（2006年11月）

## 使用狀況
在2006年（平成18年）度1日平均乘車人次為103人，以下為乘車人次變化列表：
| 乘車人次變化       | 乘車人次變化     | 乘車人次變化 |
| 年度               | 1日平均 乘車人次 | 參考資料     |
| ------------------ | ---------------- | ------------ |
| 1990年（平成02年） | 141              | [ * 1 ]      |
| 1991年（平成03年） | 130              | [ * 2 ]      |
| 1992年（平成04年） | 125              | [ * 3 ]      |
| 1993年（平成05年） | 137              | [ * 4 ]      |
| 1994年（平成06年） | 129              | [ * 5 ]      |
| 1995年（平成07年） | 123              | [ * 6 ]      |
| 1996年（平成08年） | 122              | [ * 7 ]      |
| 1997年（平成09年） | 112              | [ * 8 ]      |
| 1998年（平成10年） | 104              | [ * 9 ]      |
| 1999年（平成11年） | 96               | [ * 10 ]     |
| 2000年（平成12年） | 87               | [ * 11 ]     |
| 2001年（平成13年） | 78               | [ * 12 ]     |
| 2002年（平成14年） | 85               | [ * 13 ]     |
| 2003年（平成15年） | 100              | [ * 14 ]     |
| 2004年（平成16年） | 116              | [ * 15 ]     |
| 2005年（平成17年） | 102              | [ * 16 ]     |
| 2006年（平成18年） | 103              | [ * 17 ]     |

## 車站周邊
站前設有小形迴旋路。車站南邊設有小山。
- 國道128號（日语：国道128号）（外房黑潮線）
- 安房地域廣域農道（日语：安房地域広域農道）（安房綠線）
- 瀧川（日语：滝川） - 平久里川（日语：平久里川）水系的二級河流。
- 安房地域醫療中心（日语：安房地域医療センター）
- 農業綜合研究中心暖地園藝研究所

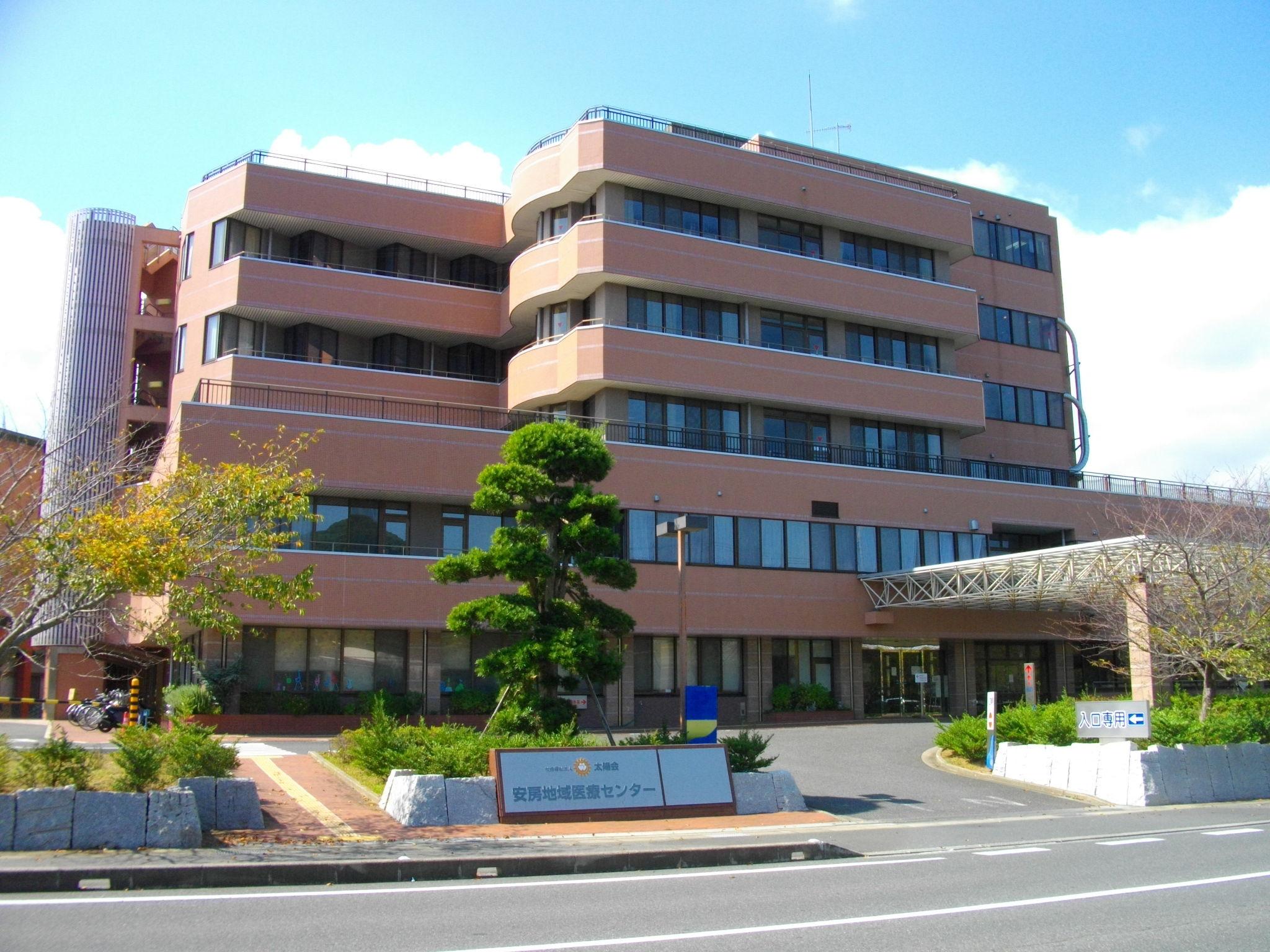
安房地域醫療中心

- 千葉縣農業共濟組合連合會（日语：農業共済組合）南部家畜診所
- 安房醫療福祉專門學校（日语：安房医療福祉専門学校）
- 館山市立九重小學
- 九重站前郵局
- 大和運輸 館山中心
- 八雲神社（日语：八雲神社）
- 白幡神社（日语：白幡神社）
- 愛宕神社（日语：愛宕神社 (曖昧さ回避)）
- 稻村城（日语：稲村城）蹟 - 「里見氏城蹟」，為國家古蹟。
- {{Translink|ja|妙長寺]] - 日蓮宗的寺院。正長元年（1428年）日行（日语：日行）開基時建造。與丸谷妙長寺、久留里妙長寺並稱為三妙寺。山號為八正山。

## 巴士路線
| 乘車處     | 系統           | 主要途經                                   | 目的地         | 巴士公司              | 備註 |
| ---------- | -------------- | ------------------------------------------ | -------------- | --------------------- | ---- |
| 九重站前   | 房總菜之花號   |                                            | 東京站日本橋口 | JR巴士關東 日東交通   |      |
| 九重站前   | 南總里見號     | 木更津羽鳥野BS、蘇我站、千葉站             | 千葉港         | 日東交通 千葉城市巴士 |      |
| 九重站前通 | 白濱千倉館山線 | 安房醫療中心、南總文化會堂                 | 館山站         | 日東交通              |      |
| 九重站前通 | 白濱千倉館山線 | 千倉站、本千倉、平館車廠、安房平磯、白間津 | 安房白濱       | 日東交通              |      |
| 九重站入口 | 館山線         | 安房醫療中心、南總文化會堂                 | 館山站         | 日東交通              |      |
| 九重站入口 | 鴨川線         | 九重小學前、古川、南三原站前、鴨川站       | 龜田醫院       | 日東交通              |      |

## 相鄰車站
東日本旅客鐵道（JR東日本）
■內房線
館山－九重－千倉

## 注腳

### 使用狀況
1. ↑  千葉縣統計年鑑 （页面存档备份，存于）（日語） - 千葉縣
2. ↑  館山市統計書 （页面存档备份，存于）（日語） - 館山市

千葉縣統計年鑑
1. ↑  千葉縣統計年鑑（平成3年） （页面存档备份，存于）（日語）
2. ↑  千葉縣統計年鑑（平成4年） （页面存档备份，存于）（日語）
3. ↑  千葉縣統計年鑑（平成5年） （页面存档备份，存于）（日語）
4. ↑  千葉縣統計年鑑（平成6年） （页面存档备份，存于）（日語）
5. ↑  千葉縣統計年鑑（平成7年） （页面存档备份，存于）（日語）
6. ↑  千葉縣統計年鑑（平成8年） （页面存档备份，存于）（日語）
7. ↑  千葉縣統計年鑑（平成9年） （页面存档备份，存于）（日語）
8. ↑  千葉縣統計年鑑（平成10年） （页面存档备份，存于）（日語）
9. ↑  千葉縣統計年鑑（平成11年） （页面存档备份，存于）（日語）
10. ↑  千葉縣統計年鑑（平成12年） （页面存档备份，存于）（日語）
11. ↑  千葉縣統計年鑑（平成13年） （页面存档备份，存于）（日語）
12. ↑  千葉縣統計年鑑（平成14年） （页面存档备份，存于）（日語）
13. ↑  千葉縣統計年鑑（平成15年） （页面存档备份，存于）（日語）
14. ↑  千葉縣統計年鑑（平成16年） （页面存档备份，存于）（日語）
15. ↑  千葉縣統計年鑑（平成17年） （页面存档备份，存于）（日語）
16. ↑  千葉縣統計年鑑（平成18年） （页面存档备份，存于）（日語）
17. ↑  千葉縣統計年鑑（平成19年） （页面存档备份，存于）（日語）

## 外部連結
- 車站資訊（九重）：東日本旅客鐵道（日語）